# Szyłkińska Flotylla Rzeczna
Szyłkińska Flotylla Rzeczna (ros. Шилкинская речная флотилия) – flotylla rzeczna białych podczas wojny domowej w Rosji
W czerwcu 1920 r. sztab Armii Dalekowschodniej atamana gen. Grigorija M. Siemionowa opracował plan działań bojowych przeciwko "czerwonym" oddziałom partyzanckim Jakimowa, działającym w rejonie Nerczyńska. Wprawdzie wojska białych odnosiły zwycięstwa nad partyzantami, ale były one okupione dużymi stratami spowodowanymi m.in. problemami z dostawami uzbrojenia i wyposażenia. W tej sytuacji postanowiono sformować w Sreteńsku nad rzeką Szyłką Szyłkińską Flotyllę Rzeczną. Składała się ona z 2 opancerzonych statków parowych (parochodów) "Стефан Левицкий" i "Александр Бубнов". Pierwszy parochod był uzbrojony w 2 stare działa polowe i 3-4 karabiny maszynowe. Drugi miał 1 działo polowe i 2 karabiny maszynowe. Ponadto w skład flotylli wchodził jeszcze statek transportowy i statek służący jako pływający szpital. Ich zadaniem było przetransportowanie Szyłką w dół rzeki do wsi Ust-Kara potrzebnych rzeczy oddziałom białych odciętym przez partyzantów. Przy okazji obstrzeliwano z dział i karabinów maszynowych zauważone oddziały partyzanckie. Czasami były wysadzane na brzeg niewielkie desanty. Po wykonaniu zadania flotylla powróciła do Sreteńska, gdzie została rozformowana. W służbie pozostał jedynie parochod "Стефан Левицкий", który patrolował Szyłkę od Sreteńska do Ust-Kary. Patrole przebiegały spokojnie, gdyż oddziały partyzanckie zostały pobite, a ich resztki odrzucone od rzeki.